# Apple Pascal
Apple Pascal és una implementació de Pascal per a les sèries informàtiques Apple II i Apple III. Es basa en UCSD Pascal Igual que altres implementacions UCSD Pascal, funcionava amb el seu propi sistema operatiu (Apple Pascal Operating System, un derivat del sistema UCSD p amb extensions gràfiques).
Llançat originalment per a l'Apple II l'agost de 1979, just després d'Apple DOS 3.2, Apple Pascal va ser pioner en diverses funcions que més tard s'incorporarien a DOS 3.3, així com d'altres que no es tornarien a veure fins a la introducció de ProDOS
El paquet de programari Apple Pascal també incloïa utilitats de manteniment de disc, i un ensamblador destinat a complementar el ensamblador integrat en el "monitor" d'Apple. També hi havia disponible un compilador FORTRAN (escrit per Silicon Valley Software, Sunnyvale California) que compilava el mateix codi p que el Pascal.

## Comparació de Pascal OS amb DOS 3.2
El sistema operatiu Apple Pascal va introduir un nou format de disc. En lloc de dividir el disc en sectors de 256 bytes com a DOS 3.2, Apple Pascal el divideix en "blocs" de 512 bytes cadascun. El sistema p també va introduir un mètode diferent per desar i recuperar fitxers. Sota Apple DOS, els fitxers es desaven a qualsevol sector disponible que el sistema operatiu pogués trobar, independentment de la ubicació. Amb el pas del temps, això podria provocar la fragmentació del sistema de fitxers, cosa que ralentiria l'accés al disc. Apple Pascal va intentar corregir això desant només blocs consecutius al disc.
Altres innovacions introduïdes al sistema de fitxers van incloure la introducció d'una característica de marca de temps. Anteriorment, només es mostrava el nom, el tipus bàsic i la mida d'un fitxer. Els discs també es podrien anomenar per primera vegada.
Les limitacions del sistema p incloïen noves restriccions en la denominació de fitxers. L'escriptura de fitxers només en blocs consecutius també va crear problemes, perquè amb el pas del temps l'espai lliure tendeix a fragmentar-se massa per emmagatzemar fitxers nous. Una utilitat anomenada Krunch es va incloure al paquet per consolidar l'espai lliure.
El problema més gran amb el sistema Apple Pascal era que era massa gran per cabre en un disquet. Això significava que en un sistema amb només una unitat de disquet, calia un intercanvi freqüent de disc. Un sistema necessitava almenys dues unitats de disc per poder utilitzar correctament el sistema operatiu.

## Historial de llançaments
| Plataforma | Data | SO               | comentari |
| ---------- | ---- | ---------------- | --------- |
| Apple II   | 1979 | Apple Pascal 1.0 |           |
|            | 1980 | Apple Pascal 1.1 |           |
|            | 1983 | Apple Pascal 1.2 |           |
|            | 1985 | Apple Pascal 1.3 |           |
| Apple III  | 1981 | Apple Pascal 1.0 |           |
|            | 1983 | Apple Pascal 1.1 |           |